# Calamagrostis macilenta
Calamagrostis macilenta là một loài thực vật có hoa trong họ Hòa thảo. Loài này được (Griseb.) Litv. mô tả khoa học đầu tiên năm 1921.